# Isadelphina
Isadelphina là một chi bướm đêm thuộc họ Erebidae.